# Communauté de communes du Canton de Vatan
Die Communauté de communes du Canton de Vatan ist ein ehemaliger französischer Gemeindeverband mit der Rechtsform einer Communauté de communes im Département Indre in der Region Centre-Val de Loire. Der Gemeindeverband wurde am 21. Dezember 1993 gegründet und bestand aus 14 Gemeinden. Der Verwaltungssitz befand sich im Ort Vatan.

## Historische Entwicklung
Mit Wirkung vom 1. Januar 2017 fusionierte der Gemeindeverband mit der Communauté de communes de Champagne Berrichonne und bildete so die Nachfolgeorganisation Communauté de communes du Canton de Vatan et de Champagne Berrichonne.

## Ehemalige Mitgliedsgemeinden
1. Aize
2. Buxeuil
3. La Chapelle-Saint-Laurian
4. Fontenay
5. Giroux
6. Guilly
7. Liniez
8. Luçay-le-Libre
9. Ménétréols-sous-Vatan
10. Meunet-sur-Vatan
11. Reboursin
12. Saint-Florentin
13. Saint-Pierre-de-Jards
14. Vatan